# Тіфоло Діарра
Тіфоло Діарра (*д/н–1840) — 7-й фаама (володар) імперії Сегу в 1827—1840 роках.

## Життєпис
Походив з династії Нголосі. Син фаами Монсона Діарри. 1827 року після смерті старшого брата Да Діарра успадкував трон. Продовжив боротьбу з імперією Масина за гегемонію в регіоні, що тривала у 1832—1843 роках й завершилася поращкою Сеґу. Також здійснив низку військових походів проти повсталої держави мосі Вогодого.
Зовнішні невдачі спричинили заворушення в середині держави. Його конкурентом став небіж Тікура Діарра. Тому Тіфоло зробив усе, щоб спадкоємцем став його інший брат Кіранго Ба, що успадкував трон після смерті Тіфоло Діарра в 1840 році.